# 沙布尔奈
沙布尔奈（法語：Chabournay，法語發音：[ʃabuʁnɛ]）是法国新阿基坦大区维埃纳省的一个市镇，属于普瓦捷区。

## 地理
沙布尔奈（46°43'1"N, 0°15'27"E）面积5.84 平方千米，位于法国新阿基坦大区维埃纳省，该省份为法国中西部省份，北起曼恩-卢瓦尔省和安德尔-卢瓦尔省，西接德塞夫勒省，南至夏朗德省，东南接上维埃纳省，东临安德尔省。
与沙布尔奈接壤的市镇（或旧市镇、城区）包括：讷维尔德普瓦图、圣马丁拉帕吕。

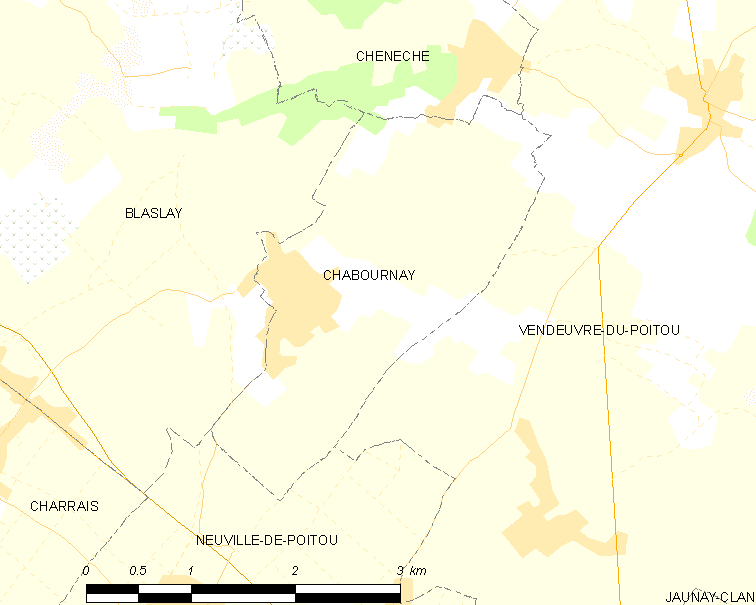
沙布尔奈的OSM定位图

沙布尔奈的时区为UTC+01:00、UTC+02:00（夏令时）。

## 行政
沙布尔奈的邮政编码为86380，INSEE市镇编码为86048。

## 政治
沙布尔奈所属的省级选区为若奈-马里尼县。

## 人口

1962-2008年间沙布尔奈人口变化图示

沙布尔奈于2022年1月1日时的人口数量为1258人。